# ایستگاه متروی گرم‌دره
ایستگاه متروی گرْم‌دَرّه،  یکی از ایستگاه‌های خط پنج مترو تهران و خط یک متروی کرج است. این ایستگاه در کیلومتر ۲۳ آزادراه تهران-کرج، جنب اردوگاه آموزشی قدس قرار دارد.
ایستگاه متروی گرم‌دره ۱۰ اسفند ۱۳۸۷ به‌طور رسمی افتتاح شده بود اما اقدام به مسافرگیری نمی‌کرد و عملاً به ایستگاهی عبوری تبدیل شده بود. در تاریخ شنبه ۳۰ بهمن ۱۳۹۵، پذیرش مسافر در ایستگاه مترو گرمدره آغاز شد.
با اتمام عملیات عمرانی شهرداری گرمدره برای ایجاد دسترسی محلی و پل عابر پیاده بر روی آزادراه تهران - کرج، امکان‌پذیرش مسافر در ایستگاه مترو گرمدره (خط مترو صادقیه - گلشهر) فراهم شده و مسافران می‌توانند در مسیر خط پنج از این ایستگاه نیز استفاده کنند.